# Liste des députés de la Haute-Garonne
 (mai 2025).
Liste des députés de la Haute-Garonne :
Le département de la Haute-Garonne compte 10 circonscriptions.

## Cinquième République

### XVIIelégislature (2024-)
| Circonscription     | Nom                      | Parti | Parti | Suppléant             | Autres mandats                                                                  |
| ------------------- | ------------------------ | ----- | ----- | --------------------- | ------------------------------------------------------------------------------- |
| 1re circonscription | Hadrien Clouet           |       | LFI   | Hélène Magdo          |                                                                                 |
| 2e circonscription  | Anne Stambach-Terrenoir  |       | LFI   | Julien Cadieu         |                                                                                 |
| 3e circonscription  | Corinne Vignon           |       | RE    | Vincent Terrail-Novès |                                                                                 |
| 4e circonscription  | François Piquemal        |       | LFI   | Victoria Scampa       | Conseiller municipal de Toulouse                                                |
| 5e circonscription  | Jean-François Portarrieu |       | AC    | Isabelle Gayraud      | Conseiller municipal de Toulouse Conseiller métropolitain de Toulouse Métropole |
| 6e circonscription  | Arnaud Simion            |       | PS    | Clémentine Renaud     |                                                                                 |
| 7e circonscription  | Christophe Bex           |       | LFI   | Sylvie Germa          |                                                                                 |
| 8e circonscription  | Joël Aviragnet           |       | PS    | Loïc Gojard           |                                                                                 |
| 9e circonscription  | Christine Arrighi        |       | LÉ    | Myriam Martin         |                                                                                 |
| 10e circonscription | Jacques Oberti           |       | PS    | Lison Gleyses         |                                                                                 |

### XVIelégislature (2022-2024)
| Circonscription     | Nom                      | Parti | Parti  | Suppléant              | Autres mandats                                                                  |
| ------------------- | ------------------------ | ----- | ------ | ---------------------- | ------------------------------------------------------------------------------- |
| 1re circonscription | Hadrien Clouet           |       | LFI    | Aline Combres          |                                                                                 |
| 2e circonscription  | Anne Stambach-Terrenoir  |       | LFI    | Julien Cadieu          |                                                                                 |
| 3e circonscription  | Corinne Vignon           |       | RE     | Vincent Terrail-Novès  |                                                                                 |
| 4e circonscription  | François Piquemal        |       | LFI    | Victoria Scampa        | Conseiller municipal de Toulouse                                                |
| 5e circonscription  | Jean-François Portarrieu |       | AC     | Isabelle Gayraud       | Conseiller municipal de Toulouse Conseiller métropolitain de Toulouse Métropole |
| 6e circonscription  | Monique Iborra           |       | RE     | Thomas Lamy            |                                                                                 |
| 7e circonscription  | Christophe Bex           |       | LFI    | Yacina Loillier        |                                                                                 |
| 8e circonscription  | Joël Aviragnet           |       | PS     | Marie-Claire Uchan     |                                                                                 |
| 9e circonscription  | Christine Arrighi        |       | EELV   | Myriam Martin          |                                                                                 |
| 10e circonscription | Dominique Faure          |       | PRV-RE | Laurent Esquenet-Goxes | Conseillère municipale de Saint-Orens-de-Gameville                              |
| 10e circonscription | Laurent Esquenet-Goxes   |       | MoDem  | —                      |                                                                                 |

### XVelégislature (2017-2022)
| Circonscription     | Nom                                              | Parti | Parti         | Suppléant             | Autres mandats |
| ------------------- | ------------------------------------------------ | ----- | ------------- | --------------------- | -------------- |
| 1re circonscription | Pierre Cabaré                                    |       | EC (ex-LREM)  | Lucie Schmitz         |                |
| 2e circonscription  | Jean-Luc Lagleize                                |       | MoDem         | Aurore Durand-Raucher |                |
| 3e circonscription  | Corinne Vignon                                   |       | LREM          | Julien Coquenas       |                |
| 4e circonscription  | Mickaël Nogal                                    |       | LREM          | Marie-Claire Constans |                |
| 5e circonscription  | Jean-François Portarrieu                         |       | LREM          | Isabelle Gayraud      |                |
| 6e circonscription  | Monique Iborra                                   |       | LREM          | Eric Kaczmarek        |                |
| 7e circonscription  | Élisabeth Toutut-Picard                          |       | LREM          | Cécile Ha Minh Tu     |                |
| 8e circonscription  | Joël Aviragnet                                   |       | PS            | Marie-Claire Uchan    |                |
| 8e circonscription  | Siège vacant du 19 décembre 2017 au 18 mars 2018 |       |               |                       |                |
| 8e circonscription  | Joël Aviragnet                                   |       | PS            | Marie-Claire Uchan    |                |
| 9e circonscription  | Sandrine Mörch                                   |       | LREM          | Borhane Ferjani       |                |
| 10e circonscription | Sébastien Nadot                                  |       | MDP (ex-LREM) | Laura Manole          |                |

### XIVelégislature (2012-2017)
| Circonscription     | Nom                                          | Parti | Parti | Suppléant           | Autres mandats |
| ------------------- | -------------------------------------------- | ----- | ----- | ------------------- | -------------- |
| 1re circonscription | Catherine Lemorton                           |       | PS    | Pascal Boureau      |                |
| 2e circonscription  | Gérard Bapt                                  |       | PS    | Bertrand Monthubert |                |
| 3e circonscription  | Jean-Luc Moudenc                             |       | UMP   | Laurence Arribagé   |                |
| 3e circonscription  | Siège vacant du 11 avril 2014 au 31 mai 2014 |       |       |                     |                |
| 3e circonscription  | Laurence Arribagé                            |       | UMP   | Jean-Luc Moudenc    |                |
| 4e circonscription  | Martine Martinel                             |       | PS    | Jean-Louis Llorca   |                |
| 5e circonscription  | Françoise Imbert                             |       | PS    | Michel Portes       |                |
| 6e circonscription  | Monique Iborra                               |       | PS    | Alain Mila          |                |
| 7e circonscription  | Patrick Lemasle                              |       | PS    | Cécile Ha-Minh-Tu   |                |
| 8e circonscription  | Carole Delga                                 |       | PS    | Joël Aviragnet      |                |
| 8e circonscription  | Joël Aviragnet                               |       | PS    | —                   |                |
| 8e circonscription  | Carole Delga                                 |       | PS    | Joël Aviragnet      |                |
| 9e circonscription  | Christophe Borgel                            |       | PS    | Annie Vieu          |                |
| 10e circonscription | Kader Arif                                   |       | PS    | Émilienne Poumirol  |                |
| 10e circonscription | Émilienne Poumirol                           |       | PS    | —                   |                |
| 10e circonscription | Kader Arif                                   |       | PS    | Émilienne Poumirol  |                |

### XIIIelégislature (2007-2012)
| Circonscription     | Nom                | Parti | Parti | Suppléant         |
| ------------------- | ------------------ | ----- | ----- | ----------------- |
| 1re circonscription | Catherine Lemorton |       | PS    | Joël Carreiras    |
| 2e circonscription  | Gérard Bapt        |       | PS    | Grégory Merelo    |
| 3e circonscription  | Pierre Cohen       |       | PS    | Patrick Pignard   |
| 4e circonscription  | Martine Martinel   |       | PS    | Jean-Louis Llorca |
| 5e circonscription  | Françoise Imbert   |       | PS    | Michel Portes     |
| 6e circonscription  | Monique Iborra     |       | PS    | Bernadette Barral |
| 7e circonscription  | Patrick Lemasle    |       | PS    | Cécile Ha Minh Tu |
| 8e circonscription  | Jean-Louis Idiart  |       | PS    | Francis Sancerry  |

### XIIelégislature (2002-2007)
| Circonscription     | Nom                   | Parti | Parti | Suppléant           |
| ------------------- | --------------------- | ----- | ----- | ------------------- |
| 1re circonscription | Philippe Douste-Blazy |       | UMP   | Bernadette Paix     |
| 1re circonscription | Bernadette Paix       |       | UMP   | —                   |
| 2e circonscription  | Gérard Bapt           |       | PS    | Claude Calestroupat |
| 3e circonscription  | Pierre Cohen          |       | PS    | Patrick Pignard     |
| 4e circonscription  | Jean Diebold          |       | UMP   | Jean-Pierre Lloret  |
| 5e circonscription  | Françoise Imbert      |       | PS    | Jean Montel         |
| 6e circonscription  | Hélène Mignon         |       | PS    | Claude Touchefeu    |
| 7e circonscription  | Patrick Lemasle       |       | PS    | Philippe Guérin     |
| 8e circonscription  | Jean-Louis Idiart     |       | PS    | Francis Sancerry    |

### XIelégislature (1997-2002)
| Circonscription     | Nom                                             | Parti | Parti  | Suppléant        |
| ------------------- | ----------------------------------------------- | ----- | ------ | ---------------- |
| 1re circonscription | Dominique Baudis                                |       | UDF-FD | Jean-Claude Paix |
| 1re circonscription | Siège vacant du 25 janvier 2001 au 31 mars 2001 |       |        |                  |
| 1re circonscription | Philippe Douste-Blazy                           |       | UDF    | Bernadette Paix  |
| 2e circonscription  | Gérard Bapt                                     |       | PS     | André Laur       |
| 3e circonscription  | Pierre Cohen                                    |       | PS     | François Simon   |
| 4e circonscription  | Yvette Benayoun-Nakache                         |       | PS     | Pierre Boyer     |
| 5e circonscription  | Françoise Imbert                                |       | PS     | Jean Montel      |
| 6e circonscription  | Hélène Mignon                                   |       | PS     | Bernard Cunnac   |
| 7e circonscription  | Lionel Jospin                                   |       | PS     | Patrick Lemasle  |
| 7e circonscription  | Patrick Lemasle                                 |       | PS     | —                |
| 8e circonscription  | Jean-Louis Idiart                               |       | PS     | Guy Chotin       |

### Xelégislature (1993-1997)
| Circonscription     | Nom                                        | Parti | Parti   | Suppléant          |
| ------------------- | ------------------------------------------ | ----- | ------- | ------------------ |
| 1re circonscription | Dominique Baudis                           |       | UDF-CDS | Jean-Claude Paix   |
| 1re circonscription | Siège vacant du 5 mai 1994 au 18 juin 1994 |       |         |                    |
| 1re circonscription | Jean-Claude Paix                           |       | UDF-CDS | À compléter        |
| 2e circonscription  | Robert Huguenard                           |       | RPR     | Michel Baselga     |
| 3e circonscription  | Serge Didier                               |       | UDF-PR  | Jean-Luc Forget    |
| 4e circonscription  | Jean Diebold                               |       | RPR     | Jean-Pierre Lloret |
| 5e circonscription  | Grégoire Carneiro                          |       | RPR     | Paul Cabanié       |
| 6e circonscription  | Françoise de Veyrinas                      |       | UDF-CDS | Alain Barrès       |
| 6e circonscription  | Alain Barrès                               |       | UDF     | —                  |
| 7e circonscription  | Jean-Pierre Bastiani                       |       | UDF-CDS | Marie-Denise Xerri |
| 8e circonscription  | Jean-Louis Idiart                          |       | PS      | Guy Chotin         |

### IXelégislature (1988-1993)
| Circonscription     | Nom                    | Parti | Parti   | Suppléant                       |
| ------------------- | ---------------------- | ----- | ------- | ------------------------------- |
| 1re circonscription | Dominique Baudis       |       | UDF-CDS | Jean-Claude Paix                |
| 2e circonscription  | Gérard Bapt            |       | PS      | André Laur                      |
| 3e circonscription  | Claude Ducert          |       | PS      | Geneviève Raynal                |
| 4e circonscription  | Robert Loïdi           |       | PS      | Jean-Jacques Mirassou           |
| 5e circonscription  | Jacques Roger-Machart  |       | PS      | Jean-Claude Gouze (1988-1992 †) |
| 6e circonscription  | Hélène Mignon          |       | PS      | Jean Sans                       |
| 7e circonscription  | Lionel Jospin          |       | PS      | Jean-François Lamarque          |
| 7e circonscription  | Jean-François Lamarque |       | PS      | —                               |
| 8e circonscription  | Pierre Ortet           |       | PS      | Jean-Louis Idiart               |

### VIIIelégislature (1986-1988)
Scrutin proportionnel plurinominal par département, pas de député par circonscription. Les huit députés élus dans la Haute-Garonne sont, par ordre alphabétique :
| Nom                   | Parti | Parti        |
| --------------------- | ----- | ------------ |
| Gérard Bapt           |       | PS           |
| Dominique Baudis      |       | UDF-CDS      |
| Jean Diebold          |       | DVD (ex-RPR) |
| Pierre Montastruc     |       | UDF-Rad.     |
| Pierre Ortet          |       | PS           |
| Alex Raymond          |       | PS           |
| Jacques Roger-Machart |       | PS           |
| Jean-Paul Séguéla     |       | RPR          |

À la suite de l'annulation du scrutin du 16 mars 1986 par le Conseil constitutionnel, une nouvelle élection est organisée le 28 septembre 1986. Elle désigne les huit députés suivants :
| Gérard Bapt           |  | PS           |  |  |  |  |  |  |
| Dominique Baudis      |  | UDF-CDS      |  |  |  |  |  |  |
| Jean Diebold          |  | DVD (ex-RPR) |  |  |  |  |  |  |
| Lionel Jospin         |  | PS           |  |  |  |  |  |  |
| Pierre Montastruc     |  | UDF-Rad.     |  |  |  |  |  |  |
| Pierre Ortet          |  | PS           |  |  |  |  |  |  |
| Jacques Roger-Machart |  | PS           |  |  |  |  |  |  |
| Jean-Paul Séguéla     |  | RPR          |  |  |  |  |  |  |
|                       |  |              |  |  |  |  |  |  |
| Pierre Baudis         |  | UDF-CDS      |  |  |  |  |  |  |

### VIIelégislature (1981-1986)
| Circonscription     | Nom            | Parti | Parti | Suppléant              |
| ------------------- | -------------- | ----- | ----- | ---------------------- |
| 1re circonscription | Alain Savary   |       | PS    | Jacques Roger-Machart  |
| 2e circonscription  | Gérard Bapt    |       | PS    | André Laur             |
| 3e circonscription  | Louis Lareng   |       | PS    | Jean-François Lamarque |
| 4e circonscription  | Alex Raymond   |       | PS    | Jean Vauchère          |
| 5e circonscription  | Gérard Houteer |       | PS    | Christian Pince        |
| 6e circonscription  | Pierre Ortet   |       | PS    | Jean-Louis Idiart      |

### VIelégislature (1978-1981)
| Circonscription     | Nom              | Parti | Parti | Suppléant        |
| ------------------- | ---------------- | ----- | ----- | ---------------- |
| 1re circonscription | Alain Savary     |       | PS    | Madeleine Ripert |
| 2e circonscription  | Gérard Bapt      |       | PS    | Jean Montel      |
| 3e circonscription  | Maurice Andrieu  |       | PS    | Louis Lareng     |
| 4e circonscription  | Alex Raymond     |       | PS    | Jean Vauchère    |
| 5e circonscription  | Gérard Houteer   |       | PS    | Marie Gioudès    |
| 6e circonscription  | Maurice Masquère |       | PS    | René Arnaud      |

### Velégislature (1973-1978)
| Circonscription     | Nom              | Parti | Parti | Suppléant        |
| ------------------- | ---------------- | ----- | ----- | ---------------- |
| 1re circonscription | Alain Savary     |       | PS    | Émile Amouroux   |
| 2e circonscription  | Pierre Baudis    |       | RI    | André Loyen      |
| 3e circonscription  | Maurice Andrieu  |       | PS    | Jean Ricalens    |
| 4e circonscription  | Alex Raymond     |       | PS    | Jean Vauchère    |
| 5e circonscription  | Gérard Houteer   |       | PS    | Henri Saby       |
| 6e circonscription  | Jean Lassère     |       | PS    | Maurice Masquère |
| 6e circonscription  | Maurice Masquère |       | PS    | —                |

### IVelégislature (1968-1973)
| Circonscription     | Nom                   | Parti | Parti      | Suppléant           |
| ------------------- | --------------------- | ----- | ---------- | ------------------- |
| 1re circonscription | Alexandre Sanguinetti |       | UDR        | Antoine Osète       |
| 2e circonscription  | Pierre Baudis         |       | RI         | Marcel Cavaillé     |
| 3e circonscription  | Jacques Moron         |       | UDR        | Philippe de Boussac |
| 4e circonscription  | Jean Dardé            |       | SFIO-FGDS  | Alex Raymond        |
| 5e circonscription  | Jacques Douzans       |       | CR-PDM     | Roger Alias         |
| 6e circonscription  | Hippolyte Ducos       |       | PRRRS-FGDS | François Gabas      |
| 6e circonscription  | François Gabas        |       | FGDS       | —                   |

### IIIelégislature (1967-1968)
| Circonscription     | Nom             | Parti | Parti      | Suppléant                 |
| ------------------- | --------------- | ----- | ---------- | ------------------------- |
| 1re circonscription | André Rey       |       | SFIO-FGDS  | Émile Amouroux            |
| 2e circonscription  | André Rousselet |       | CIR-FGDS   | André Estrade             |
| 3e circonscription  | Georges Delpech |       | SFIO-FGDS  | François Couranjou        |
| 4e circonscription  | Jean Dardé      |       | SFIO-FGDS  | Alex Raymond              |
| 5e circonscription  | Jacques Douzans |       | NI         | Roger Alias               |
| 6e circonscription  | Hippolyte Ducos |       | PRRRS-FGDS | Armand de Bertrand-Pibrac |

### IIelégislature (1962-1967)
| Circonscription     | Nom              | Parti | Parti     | Suppléant                 |
| ------------------- | ---------------- | ----- | --------- | ------------------------- |
| 1re circonscription | André Rey        |       | SFIO      | Paul Riché                |
| 2e circonscription  | Pierre Baudis    |       | RI        | Marcel Cavaillé           |
| 3e circonscription  | Jacques Maziol   |       | UNR-UDT   | Armand Ducap              |
| 3e circonscription  | Armand Ducap     |       | UNR-UDT   | —                         |
| 4e circonscription  | Eugène Montel    |       | SFIO      | Jean Dardé                |
| 4e circonscription  | Jean Dardé       |       | SFIO      | —                         |
| 5e circonscription  | Fernand Couzinet |       | SFIO      | Lucien Canals             |
| 6e circonscription  | Hippolyte Ducos  |       | RD (Rad.) | Armand de Bertrand-Pibrac |

### Irelégislature (1958-1962)
| Circonscription     | Nom             | Parti | Parti         | Suppléant        |
| ------------------- | --------------- | ----- | ------------- | ---------------- |
| 1re circonscription | René Cathala    |       | UNR           | Georges Lasserre |
| 2e circonscription  | Pierre Baudis   |       | CNIP          | Étienne Bacquié  |
| 3e circonscription  | Jacques Maziol  |       | UNR           | Armand Ducap     |
| 3e circonscription  | Armand Ducap    |       | UNR           | —                |
| 4e circonscription  | Eugène Montel   |       | SFIO          | Jean Dardé       |
| 5e circonscription  | Jacques Douzans |       | ED (Rad.ind.) | Louis Rogé       |
| 6e circonscription  | Hippolyte Ducos |       | ED (Rad.)     | Louis Arnaud     |

### Anciens députés
Charles Pierre François Augereau, Raymond Badiou, Alain Barrès, Dominique Baudis, Jean Antoine de Catellan, Yvette Benayoun Nakache, Georges Delpech, Hugues Destrem, Jean Diebold, Philippe Douste-Blazy, Jacques Douzans, Hippolyte Ducos, Pierre Dumas, Lionel Jospin, Louis Lareng, Jean-Baptiste Mailhe, Jean-Pierre Marcassus de Puymaurin, Hélène Mignon, Eugène Montel, Bernadette Païx, Alex Raymond, Jacques-Marie Rouzet, Alexandre Sanguinetti, Alain Savary, Jacques Roger-Machart, Françoise de Veyrinas, Serge Didier, Jacques Maziol, Maurice Andrieu, Georges Delpech, Raymond Roques, Gilbert Zaksas, Jacques Moron
Bernadette Païx(*)  Bernadette Païx était la suppléante de Philippe Douste-Blazy nommé en 2004 au gouvernement, comme ministre de la Santé et de la Protection sociale.

## Quatrième République

### IIIelégislature (1956-1958)
Les sept députés élus sont, par ordre alphabétique :
| Nom                      | Parti | Parti | Remarque                    | Autres mandats                      |
| ------------------------ | ----- | ----- | --------------------------- | ----------------------------------- |
| Achille Auban            |       | SFIO  |                             |                                     |
| Maurice Bourgès-Maunoury |       | PRRRS |                             |                                     |
| Cyprien Calmel           |       | UFF   | Invalidé le 16 février 1956 |                                     |
| Alfred Coste-Floret      |       | MRP   | Remplace Cyprien Calmel     | Conseiller général, maire de Luchon |
| Hippolyte Ducos          |       | PRRRS |                             |                                     |
| Jean Llante              |       | PCF   |                             |                                     |
| Eugène Montel            |       | SFIO  |                             |                                     |
| Marcelle Rumeau          |       | PCF   |                             |                                     |

### IIelégislature (1951-1955)
Les sept députés élus sont, par ordre alphabétique :
| Nom                      | Parti | Parti | Remarque |
| ------------------------ | ----- | ----- | -------- |
| Achille Auban            |       | SFIO  |          |
| Maurice Bourgès-Maunoury |       | PRRRS |          |
| Alfred Coste-Floret      |       | MRP   |          |
| Hippolyte Ducos          |       | PRRRS |          |
| Eugène Montel            |       | SFIO  |          |
| André Rey                |       | SFIO  |          |
| Georges Turines          |       | PRRRS |          |

### Irelégislature (1946-1951)
Les sept députés élus sont, par ordre alphabétique :
| Nom                      | Parti | Parti | Remarque                                          |
| ------------------------ | ----- | ----- | ------------------------------------------------- |
| Vincent Auriol           |       | SFIO  | Élu président de la République le 16 janvier 1947 |
| Achille Auban            |       | SFIO  | Remplace Vincent Auriol le 31 janvier 1947        |
| Raymond Badiou           |       | SFIO  |                                                   |
| Maurice Bourgès-Maunoury |       | PRRRS |                                                   |
| Alfred Coste-Floret      |       | MRP   |                                                   |
| Jacques Grésa            |       | PCF   |                                                   |
| Raymond Roques           |       | MRP   |                                                   |
| Marcelle Rumeau          |       | PCF   |                                                   |

## Gouvernement provisoire de la République française
Les deux élections législatives organisées pendant le gouvernement provisoire de la République française se déroulent sous forme de scrutin proportionnel plurinominal par département. Dans la Haute-Garonne, cinq députés sont élus ; il n'y a pas de suppléant.

### IIeAssemblée nationale constituante(1946)
Les cinq députés élus sont, par ordre alphabétique :
| Nom                      | Parti | Parti |
| ------------------------ | ----- | ----- |
| Vincent Auriol           |       | SFIO  |
| Raymond Badiou           |       | SFIO  |
| Maurice Bourgès-Maunoury |       | PRRRS |
| Gilbert Getten           |       | MRP   |
| Jacques Grésa            |       | PCF   |

### IreAssemblée nationale constituante(1945-1946)
Les cinq députés élus sont, par ordre alphabétique :
| Nom             | Parti | Parti |
| --------------- | ----- | ----- |
| Vincent Auriol  |       | SFIO  |
| Pierre Dumas    |       | MRP   |
| Jacques Grésa   |       | PCF   |
| Marcelle Rumeau |       | PCF   |
| Gilbert Zaksas  |       | SFIO  |

## IIIeRépublique

### Assemblée nationale(1871-1876)
- Paul de Rémusat, Centre gauche
- Marc de Lassus, Union des droites
- Auguste de Brettes-Thurin, Union des droites
- Octave Depeyre, Union des droites
- Gustave Humbert, Gauche républicaine
- Gabriel Lacoste de Belcastel, Extrême-droite
- Louis d'Auberjon, Union des droites décédé le 26 avril 1873, remplacé par Charles de Rémusat, Centre droit, élu le 12 octobre 1873
- Jean-François Sacase, Centre droit
- Adolphe-Félix Gatien-Arnoult, Gauche républicaine
- Jean-Baptiste Piou, Centre droit

### Irelégislature(1876-1877)
- Edmond Caze
- Paul Lenglé
- Ernest Constans
- Paul de Rémusat
- Jacques d'Ayguesvives
- Charles Tron
- Armand Duportal

### IIelégislature(1877-1881)
- Jean de Lamothe invalidé en 1878, remplacé par Edmond Caze
- Charles Niel, invalidé en 1878, remplacé par Paul de Rémusat, élu sénateur en 1879, remplacé par Charles Niel
- Paul Lenglé
- Ernest Constans
- Jacques d'Ayguesvives invalidé en 1878, remplacé par Marc Montané
- Charles Tron
- Armand Duportal

### IIIelégislature(1881-1885)
- Victor Bougues
- Edmond Caze
- Constant Germain
- Ernest Constans
- Marc Montané
- Pierre Latour (homme politique)
- Armand Duportal

### IVelégislature(1885-1889)
- Armand Duportal décédé en 1887, remplacé par Gustave Calvinhac
- Valentin Abeille (1843-1902)
- Constant Germain
- Jacques Piou
- Charles Niel
- Ernest Constans
- Jean Calès

### Velégislature(1889-1893)
- Muret : Constant Germain, Républicain, décédé en 1892, remplacé par Pierre de Rémusat, Républicain
- Toulouse-2 : Gustave Calvinhac, Radical
- Saint-Gaudens-2 : Valentin Abeille, Radical
- Villefranche : Edmond Caze, Républicain
- Saint-Gaudens-1 : Jacques Piou, Monarchiste
- Toulouse-3 : Lucien Mandeville, Radical
- Toulouse-1 : Ernest Constans, Républicain élu sénateur en 1890, remplacé par Raymond Leygue, Radical

Source : journal Le Temps du 24 septembre et du 8 octobre 1889 sur Gallica,.

### VIelégislature(1893-1898)
- Saint-Gaudens-2 : Valentin Abeille, Radical, élu sénateur en 1897, remplacé par Joseph Ruau, Républicain
- Muret : Pierre de Rémusat, Républicain
- Saint-Gaudens-1 : Jean Bepmale, Radical socialiste
- Toulouse-2 : Gustave Calvinhac, Radical
- Villefranche : Edmond Caze, Républicain
- Toulouse-3 : Lucien Mandeville, Radical
- Toulouse-1 : Raymond Leygue, Radical

Source : journal Le Temps du 22 août et du 5 septembre 1893 sur Gallica,.

### VIIelégislature(1898-1902)
- Saint-Gaudens-2 : Joseph Ruau, Radical Socialiste
- Muret : Honoré Leygue, Radical Socialiste
- Toulouse-2 : Gustave Calvinhac, Radical Socialiste
- Villefranche : Edmond Caze, Radical
- Saint-Gaudens-1 : Jacques Piou, Rallié
- Toulouse-3 : Jean Cruppi, Républicain
- Toulouse-1 : Raymond Leygue, Radical

Source : journal Le Temps du 10 mai et du 24 mai 1898 sur Gallica,.

### VIIIelégislature(1902-1906)
- Saint-Gaudens-2 : Joseph Ruau, Radical socialiste
- Saint-Gaudens-1 : Jean Bepmale, Radical socialiste
- Muret : Honoré Leygue, Radical socialiste
- Toulouse-2 : Gustave Calvinhac,  Radical socialiste, décédé en 1905, remplacé par Honoré Serres, Radical socialiste, décédé en 1905, remplacé par Joseph Couderc, Radical socialiste
- Villefranche : Edmond Caze, Républicain ministériel, élu sénateur en 1906, non remplacé
- Toulouse-3 : Jean Cruppi, Républicain ministériel
- Toulouse-1 : Raymond Leygue, Radical socialiste, élu sénateur en 1906, non remplacé

Source : journal Le Temps du 29 avril et du 13 mai 1902 sur Gallica,.

### IXelégislature(1906-1910)
- Villefranche : Henri Auriol, Libéral
- Saint-Gaudens-1 Jean Bepmale, Gauche Radicale Socialiste,  élu sénateur en 1907, remplacé par Julien Bougues, Gauche radicale, élu le 23 février 1908
- Muret : Honoré Leygue, Gauche Radicale Socialiste,  élu sénateur en 1907, remplacé par Joseph Gheusi, Gauche Radicale Socialiste, élu le 23 février 1908
- Toulouse-1 : Albert Bedouce, Socialistes unifiés
- Saint-Gaudens-2 : Joseph Ruau, Gauche Radicale, Ministre de l'Agriculture
- Toulouse-3 : Jean Cruppi, Gauche Radicale
- Toulouse-2 : Joseph Couderc, Gauche Radicale Socialiste

Sources : Journal Le Temps du 6 et du 22 mai 1906 sur Gallica - ,.

### Xelégislature(1910-1914)
- Villefranche-de-Lauragais : Henri Auriol, Action libérale
- Toulouse-2 : Antoine Ellen-Prévot, Socialistes unifiés
- Saint-Gaudens-1 : Julien Bougues, Gauche radicale
- Muret : Joseph Gheusi, Radical socialiste
- Toulouse-1 : Albert Bedouce, Socialistes unifiés
- Saint-Gaudens-2 : Joseph Ruau, Ministre de l'Agriculture, Gauche radicale
- Toulouse-3 : Jean Cruppi, Gauche radicale

Sources : Journal Le Temps du 24 avril et du 8 mai 1910 sur Gallica - ,.

### XIelégislature(1914-1919)
- Muret : Vincent Auriol, SFIO
- Saint-Gaudens-2 : Joseph Ribet, Gauche radicale, décédé le 11 mai 1916, non remplacé
- Toulouse-2 : Antoine Ellen-Prévot, SFIO
- Villefranche : Pierre Bélinguier, Radical socialiste
- Toulouse-1 : Albert Bedouce, SFIO
- Saint-Gaudens-1 : Laurent Cazassus, Radical socialiste
- Toulouse-3 : Jean Cruppi, Radical socialiste

Sources : Journal Le Temps du 28 avril et du 12 mai 1914 sur Gallica - ,.

### XIIelégislature(1919-1924)
Les élections législatives de 1919 furent organisées au scrutin proportionnel de liste. Elles marquèrent au niveau national la victoire du "Bloc national" de centre-droit.
Liste d'union républicaine radicale et radicale-socialiste
- Joseph Gheusi, Parti radical et radical-socialiste
- Hippolyte Ducos, Parti radical et radical-socialiste

Liste d'union républicaine et nationale
- Henri Auriol, Entente républicaine démocratique
- Charles Barès, Entente républicaine démocratique
- Charles Bellet, Entente républicaine démocratique
- Ambroise Rendu, Indépendants de droite

Liste du Parti socialiste
- Vincent Auriol, SFIO

Source : Barodet sur le site de l'Assemblée Nationale - https://bibnum.sciencespo.fr/s/catalogue/ark:/46513/sc16m2kz#?c=&m=&s=&cv=

### XIIIelégislature(1924-1928)
Les élections législatives de 1924 furent organisées au scrutin proportionnel de liste. Elles marquèrent au niveau national national la victoire du "Cartel des gauches".
Liste du Parti socialiste SFIO
- Vincent Auriol, SFIO
- Lucien Labatut, SFIO
- Jean Rieux, SFIO
- Albert Bedouce, SFIO

Liste du Parti républicain radical-socialiste
- Hippolyte Ducos, Parti radical et radical-socialiste, conseiller général

Liste de concentration républicaine et nationale
- Henri Auriol, Union républicaine démocratique

Source : Barodet sur le site de l'Assemblée Nationale - https://bibnum.sciencespo.fr/s/catalogue/ark:/46513/sc16m1m0#?c=&m=&s=&cv=

### XIVelégislature(1928-1932)
Les élections législatives furent au scrutin d'arrondissement majoritaire à deux tours de 1928 à 1936.
- Toulouse-2 : Ernest Beluel, Radical-socialiste
- Muret : Vincent Auriol, SFIO
- Saint-Gaudens : Hippolyte Ducos, Radical-socialiste
- Villefranche : Henri Auriol, Union républicaine démocratique
- Toulouse-3 : Jean-Baptiste Amat, Radical-socialiste
- Toulouse-1 : Albert Bedouce, SFIO

Source : Élections législatives 22-29 avril 1928 de Georges Lachapelle - https://gallica.bnf.fr/ark:/12148/bpt6k320439r.texteImage#

### XVelégislature(1932-1936)
- Muret : Vincent Auriol, SFIO
- Saint-Gaudens : Hippolyte Ducos, Radical-socialiste
- Villefranche : Henri Auriol, Centre républicain
- Toulouse-2 : Jean Rieux, Parti socialiste français, décédé le 8 mars 1933, remplacé par Émile Berlia, SFIO, élu le 7 mai 1933
- Toulouse-3 : Jean-Baptiste Amat, Radical-socialiste
- Toulouse-1 : Albert Bedouce, SFIO

### XVIelégislature(1936-1940)
- Villefranche : Ernest Esparbès, SFIO
- Muret : Vincent Auriol, SFIO
- Saint-Gaudens : Hippolyte Ducos, Radical-socialiste
- Toulouse-3 : André David, SFIO
- Toulouse-2 : Émile Berlia, SFIO
- Toulouse-1 : Albert Bedouce, SFIO

## Second Empire

### Irelégislature(1852-1857)
- Eugène-Anne-Adolphe de Boyer de Castanet de Tauriac
- Armand de Perpessac
- François Massabiau
- Joseph Duplan

### IIelégislature(1857-1863)
- Eugène-Anne-Adolphe de Boyer de Castanet de Tauriac
- Armand de Perpessac
- François Massabiau
- Joseph Duplan

### IIIelégislature(1863-1869)
- Jacques d'Ayguesvives
- Vincent Piccioni
- Jean Patras de Campaigno
- Joseph Duplan

### IVelégislature(1869-1870)
- Jacques d'Ayguesvives
- Charles Tron
- Vincent Piccioni
- Jean Patras de Campaigno

## IIeRépublique
Élections au suffrage universel masculin à partir de 1848

### Assemblée nationale constituante (1848-1849)
- Bernard Mulé
- Armand Marrast
- Adolphe-Félix Gatien-Arnoult
- Godefroy Calès
- Gustave Azerm
- Charles de Rémusat
- François Dabeaux
- Jean-Baptiste Pégot-Ogier
- Jean-François Joly (homme politique)
- Jean-Pierre Malbois
- Jean-Pierre de L'Espinasse
- Jean-Pierre Pagès

### Assemblée nationale législative (1849-1851)
- Charles Tron
- Eugène de Castillon-Saint-Victor
- Alexandre Fourtanier
- Charles de Limairac
- Maxime de Roquette-Buisson
- Charles de Rémusat
- François Dabeaux
- Jean Gasc (homme politique)
- Jean-Pierre Malbois
- Jean-Pierre de L'Espinasse

## Chambre des députés (Monarchie de Juillet)

### IreLégislature(1830-1831)
- Charles de Rémusat
- Jean-François-Auguste de Cambon
- Jean Marie Gabriel Duran
- Joseph de Malaret
- Mathieu Louis Hocquart

### IIeLégislature(1831-1834)
- Charles de Rémusat
- François Sans
- Auguste Saubat
- Pierre Amilhau
- Jean Chalret-Durieux démissionne en 1831, remplacé par Auguste Bastide d'Izard
- Jean-Jacques Germain Pelet-Clozeau

### IIIeLégislature(1834-1837)
- Charles de Rémusat
- Auguste Saubat
- Pierre Amilhau
- Auguste Bastide d'Izard démissionne en 1835, remplacé par Joseph de Malaret
- Jean-Jacques Germain Pelet-Clozeau
- Édouard de Fitz-James (1776-1838)

### IVeLégislature(1837-1839)
- Adolphe Caze
- Charles de Rémusat
- Auguste Saubat
- Pierre Amilhau
- Jean-Pierre de L'Espinasse
- Édouard de Fitz-James (1776-1838) décédé en 1838

### VeLégislature(1839-1842)
- François Christophe Edmond Kellermann
- Charles de Rémusat
- Auguste Saubat
- Pierre Amilhau
- Jean-François Joly (homme politique)
- Jean-Pierre de L'Espinasse

### VIeLégislature(1842-1846)
- François Christophe Edmond Kellermann
- Auguste Saubat décédé en 1844, remplacé par Dominique Gérard Martin
- Charles de Rémusat
- Pierre Amilhau
- Jean-François Joly (homme politique)
- Jean-Pierre de L'Espinasse

### VIIeLégislature(17/08/1846-24/02/1848)
- Jean Guillaume Gaston Cabanis décédé en 1847, remplacé par Jean-Pierre Pagès
- Eugène-Anne-Adolphe de Boyer de Castanet de Tauriac
- Dominique Gérard Martin
- Charles de Rémusat
- Antoine Eugène Genoud
- Jean-Baptiste Lapène

## Chambre des députés des départements (2eRestauration)

### Irelégislature(1815–1816)
- Joseph de Villèle
- Charles Antoine de Limairac
- Hippolyte d'Aldéguier
- Jean Antoine de Catellan
- Jean-Pierre Marcassus de Puymaurin

### IIelégislature(1816-1823)
- Marie-Barthélemy de Castelbajac
- Jean François de Chalvet de Rochemonteix
- Joseph de Villèle
- Charles Antoine de Limairac
- Hippolyte d'Aldéguier
- François Louis Charles de Ricard
- Mathieu Louis Hocquart
- Jean-Pierre Marcassus de Puymaurin

### IIIelégislature(1824-1827)
- Armand Bernard Dubourg
- Marie-Barthélemy de Castelbajac
- Jean-François-Auguste de Cambon
- Joseph de Villèle
- François Louis Charles de Ricard
- Mathieu Louis Hocquart
- Jean-Pierre Marcassus de Puymaurin

### IVelégislature(1828-1830)
- Guillaume-Isidore Baron de Montbel
- Raymond de Bastoulh
- Armand Bernard Dubourg
- Jean-François-Auguste de Cambon
- Joseph de Villèle
- Anne-Antoine de Roquette-Buisson
- Mathieu Louis Hocquart
- Jean-Pierre Marcassus de Puymaurin

### Velégislature(23 juin 1830-28 juillet 1830)
- Armand Joseph Marie de Saint-Félix
- Raymond de Bastoulh
- Blaise Vezian de Saint-André
- Armand Bernard Dubourg
- Jean-François-Auguste de Cambon
- Anne-Antoine de Roquette-Buisson
- Mathieu Louis Hocquart

## Chambre des représentants (Cent-Jours)
- Louis Emmanuel Dupuy
- Jean-Dominique Romiguières
- Joseph de Malaret
- Bernard Lignières
- Jean-Chrysostôme Calès
- Jean-Marc Baylac
- Étienne Sengez
- Louis-Marie Loubers
- Philippe Picot de Lapeyrouse

## Chambre des députés des départements (1reRestauration)
- Guillaume Bellegarde
- Joseph de Fourquevaux
- Jean-François Joseph Marcorelle
- Jean-Pierre Marcassus de Puymaurin

## Corps législatif(1800-1814)
- Guillaume Bellegarde
- Joseph de Fourquevaux
- Jean-François Joseph Marcorelle
- Anne-Pierre Martin-Bergnac
- Joseph Paul Debosque
- Jean-Pierre Marcassus de Puymaurin
- Philippe Drulhe
- Jean-Joseph de L'Espinasse
- Roger Martin

## Conseil des Cinq-Cents(1795-1799)
- Pierre Gerla
- Jean-Gilles Porte
- Germain Théodore Abolin
- Pierre Augereau
- Jean-Marie Calès
- Raymond Cazaux-La-Sola
- Philippe Drulhe
- Catherine-Dominique de Pérignon
- Hugues Destrem
- Joseph Martin
- Emmanuel Pérès de Lagesse
- Jacques-Marie Rouzet
- Jean-Joseph de L'Espinasse
- Roger Martin
- Guillaume Veirieu
- Jacques-François Bailly

## Convention nationale(1792-1795)
- Blaise Dariot
- Jean-Marie Calès
- Philippe Drulhe
- Joseph-Étienne Projean
- Emmanuel Pérès de Lagesse
- Jean-François Delmas
- Julien de Toulouse
- Jean-Baptiste Mailhe
- Julien-Bernard-Dorothée Mazade-Percin
- Claude-Louis-Michel de Sacy
- Pierre Alard
- Jacques-Marie Rouzet
- Jean-Joseph de L'Espinasse
- Antoine Estadens
- Louis-Bernard Aÿral

## Assemblée législative (1791-1792)
- François-Marie Cailhasson
- Jean-Marie Theule
- Catherine-Dominique de Pérignon
- Joseph-Étienne Projean
- Jean-Pierre Rouède
- Jean-François Delmas
- Jean-Baptiste Mailhe
- Jean-Barthélémy Cazes
- Pierre Gonyn
- Guillaume Louis Dorliac
- Jean-Antoine Girard
- Guillaume Veirieu